# McCool Junction
Pour les articles homonymes, voir McCool.
La ville américaine de McCool Junction est située dans le comté de York, dans l’État du Nebraska. Lors du recensement de 2010, sa population s’élevait à 409 habitants.